# Nadeschda Nikititschna Kadyschewa

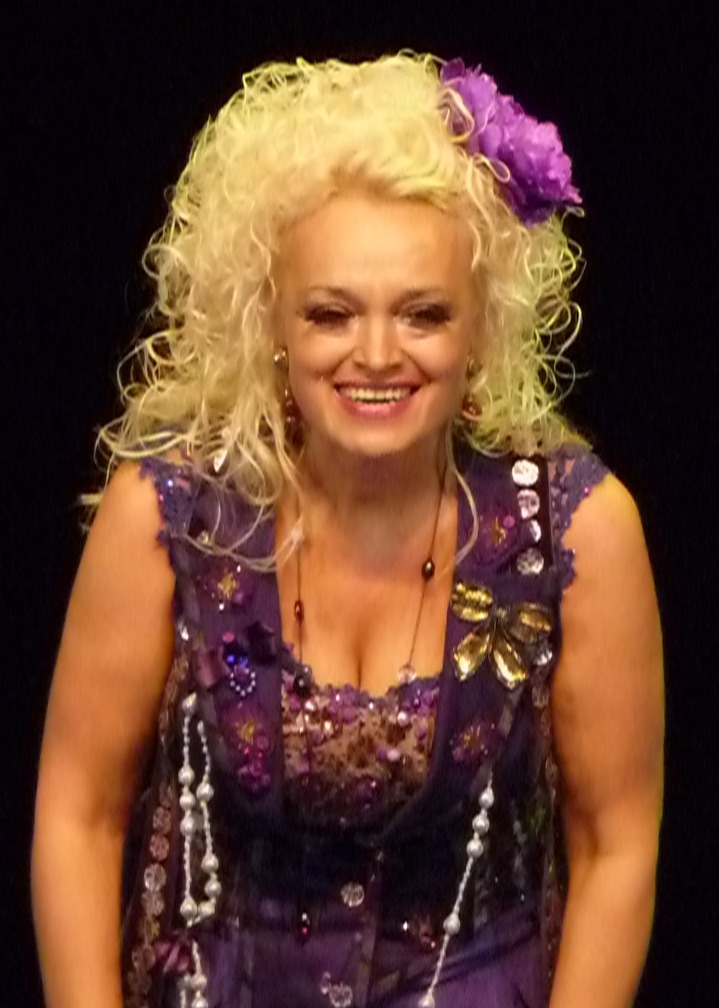
Nadeschda Kadyschewa (2009)

Nadeschda Nikititschna Kadyschewa (russisch Надежда Никитична Кадышева, wiss. Transliteration Nadežda Nikitična Kadyševa; geboren am 11. Juni 1959 in Gorki im Rajon Leninogorsk, Tatarische ASSR, Sowjetunion) ist eine russische Sängerin aus Mordwinien. Sie ist seit 1999 Volkskünstler Russlands sowie Mordwiniens und gewann mehrmals das Goldene Grammophon.

## Leben
Nadeschda Kadyschewa wurde am 1. Juni 1959 im mordwinischen Dorf Gorki geboren. Sie wuchs mit vier Schwestern auf und verlor im Alter von zehn Jahren ihre Mutter. Da die zweite Ehefrau des Vaters Kinder mitbrachte, mussten ihre Schwestern das Haus verlassen. Kadyschewa verließ nach acht Jahren die Schule und begann als Weberin zu arbeiten. Im Alter von 19 Jahren bestand sie die Aufnahmeprüfung der Ippolitow-Iwanow-Musikschule. Im gemeinsamen Hostel lernte sie Alexander Kostjuk kennen, der das Gnessin-Institut Moskau besuchte. Im dritten Jahr wurde Kadyschewa angeboten, im Rossijanotschka-Ensemble von Moskonzert zu arbeiten. Sie wechselte an das Gnessin-Institut und besuchte dort die Klasse von Nina Meschko.
Im Jahr 1983 heiratete Kadyschewa Alexander Kostjuk und wurde im folgenden Jahr Mutter eines Sohnes. Mit Kostjuk gründete sie 1988 das Ensemble «Золотое кольцо» (Solotoje kolzo; Goldener Ring) und wurde dessen Solistin. Sie traten überwiegend im Ausland auf und wurden erst nach 1993 in Russland bekannt, nachdem sie mit dem Studio Sojus eine Zusammenarbeit vereinbart hatten. Drei Jahre später gewann Kadyschewa mit Solotoje kolzo die nationale Auszeichnung Goldenes Grammophon. Mit ihren Duettpartnern gewann sie diese Auszeichnung auch 2004 und 2008. Mit Al Bano nahm sie 2014 die Single Felicità auf. Zu ihren Genres gehören Volksmusik, Schlager und Chanson.

## Ehrungen
- Goldenes Grammophon 1996, 2004 und 2008
- Volkskünstlerin der Russischen Föderation 1999
- Volkskünstlerin Mordwiniens
- Verdiente Künstlerin Tatarstans
- Ehrenbürgerin der Stadt Bugulma

## Diskografie (Auswahl)
Alben
- 2009 – «И вновь любовь»
- 2008 – «Зажигаем вновь...»
- 2006 – «Моя любовь»
- 2004 – «Широка река»
- 2003 – «Когда-нибудь»
- 2002 – «Плачет дождик»
- 2002 – «Избранное»
- 2002 – «Подари, берёзка»
- 2000 – «Ах, судьба моя, судьба»
- 1999 – «Зачем это лето...»
- 1998 – «Милая роща»
- 1998 – «The Best»
- 1997 – «Уходи, горе»
- 1996 – «Очаровательные глазки»
- 1995 – «Печальный ветер»
- 1995 – «Течёт ручей»
- 1995 – «Виновата ли я»
- 1993 – «Made in Japan»
- 1991 – «Золотое Кольцо»
- 1990 – «Калинка»